# Hideyuki Ujiie
Hideyuki Ujiie (jap. 氏家 英行 Ujiie Hideyuki; ur. 23 lutego 1979) – japoński piłkarz.

## Kariera klubowa
Od 1998 do 2014 roku występował w klubach Yokohama Flügels, Omiya Ardija, Thespa Kusatsu i Tonan Maebashi.

## Kariera reprezentacyjna
W 1999 roku Hideyuki Ujiie zagrał na Mistrzostwach Świata U-20.